# Copa Sul-Minas 2000
Die Copa Sul-Minas 2000 ist ein ehemaliger brasilianischer Fußballwettbewerb. Dieser wurde vom nationalen Verband CBF organisiert und fand vom 22. Januar bis 1. März 2000 statt.
Das Turnier wurde in der Nachfolge der Copa Sul ausgetragen, welche 1999 stattfand. Das 2000 Turnier fand eine Erweiterung um Teilnehmer aus Minas Gerais. Klubs aus diesem Bundesstaat hatten 1999 noch am Copa Centro-Oeste teilgenommen. Unzufrieden mit der Einnahmesituation in dem Wettbewerb, konnten diese mit Unterstützung des Clube dos 13 beim CBF erreichen, an der Copa Sul teilzunehmen, obwohl es keine direkten Grenzen zu deren Bundesstaaten Paraná, Rio Grande do Sul und Santa Catarina hatte. Das Turnier wurde wegen des neuen Teilnehmers in Copa Sul-Minas umbenannt. Es diente der Ermittlung der Teilnehmer für die Copa dos Campeões. An dieser sollten die beiden Finalisten teilnehmen.

## Teilnehmer
Die zwölf Teilnehmer waren:
| Bundesstaat       | Klub                |
| ----------------- | ------------------- |
| Minas Gerais      | América Mineiro     |
| Minas Gerais      | Atlético Mineiro    |
| Minas Gerais      | Cruzeiro EC         |
| Paraná            | Atlético Paranaense |
| Paraná            | Coritiba FC         |
| Paraná            | Grêmio Maringá      |
| Paraná            | Paraná Clube        |
| Rio Grande do Sul | Grêmio FBPA         |
| Rio Grande do Sul | SC Internacional    |
| Rio Grande do Sul | EC Juventude        |
| Santa Catarina    | Avaí FC             |
| Santa Catarina    | Figueirense FC      |

## Gruppenphase

### Gruppe A
| Pl. | Verein              | Sp. | S | U | N | Tore    | Diff. | Punkte |
| --- | ------------------- | --- | - | - | - | ------- | ----- | ------ |
| 1.  | América Mineiro     | 6   | 3 | 2 | 1 | 010:500 | +5    | 11     |
| 2.  | Atlético Paranaense | 6   | 3 | 2 | 1 | 014:100 | +4    | 11     |
| 3.  | SC Internacional    | 6   | 2 | 3 | 1 | 007:500 | +2    | 09     |
| 4.  | Avaí FC             | 6   | 0 | 1 | 5 | 003:140 | −11   | 01     |

| 1. Spieltag (22. Januar)  |     |                     |                       |
| SC Internacional          | 0:1 | América Mineiro     | Estádio Beira-Rio     |
| 1. Spieltag (23. Januar)  |     |                     |                       |
| Atlético Paranaense       | 4:2 | Avaí FC             | Arena da Baixada      |
| 2. Spieltag (26. Januar)  |     |                     |                       |
| América Mineiro           | 4:1 | Atlético Paranaense | Estádio Independência |
| 2. Spieltag (27. Januar)  |     |                     |                       |
| Avaí FC                   | 0:1 | SC Internacional    | Estádio da Ressacada  |
| 3. Spieltag (29. Januar)  |     |                     |                       |
| América Mineiro           | 2:0 | Avaí FC             | Estádio Independência |
| 3. Spieltag (29. Januar)  |     |                     |                       |
| SC Internacional          | 1:1 | Atlético Paranaense | Estádio Beira-Rio     |
| 4. Spieltag (2. Februar)  |     |                     |                       |
| Atlético Paranaense       | 3:2 | América Mineiro     | Arena da Baixada      |
| 4. Spieltag (9. Februar)  |     |                     |                       |
| SC Internacional          | 3:1 | Avaí FC             | Estádio Beira-Rio     |
| 5. Spieltag (5. Februar)  |     |                     |                       |
| Atlético Paranaense       | 1:1 | SC Internacional    | Arena da Baixada      |
| 5. Spieltag (5. Februar)  |     |                     |                       |
| Avaí FC                   | 0:0 | América Mineiro     | Estádio da Ressacada  |
| 6. Spieltag (12. Februar) |     |                     |                       |
| Avaí FC                   | 0:4 | Atlético Paranaense | Estádio da Ressacada  |
| 6. Spieltag (13. Februar) |     |                     |                       |
| América Mineiro           | 1:1 | SC Internacional    | Estádio Independência |

### Gruppe B
| Pl. | Verein           | Sp. | S | U | N | Tore    | Diff. | Punkte |
| --- | ---------------- | --- | - | - | - | ------- | ----- | ------ |
| 1.  | Paraná Clube     | 6   | 4 | 1 | 1 | 010:500 | +5    | 13     |
| 2.  | Figueirense FC   | 6   | 2 | 2 | 2 | 005:600 | −1    | 08     |
| 3.  | Grêmio FBPA      | 6   | 1 | 3 | 2 | 006:500 | +1    | 06     |
| 4.  | Atlético Mineiro | 6   | 1 | 2 | 3 | 002:700 | −5    | 05     |

| 1. Spieltag (22. Januar)  |     |                  |                                    |
| Atlético Mineiro          | 1:1 | Grêmio FBPA      | Estádio Governador Magalhães Pinto |
| 1. Spieltag (23. Januar)  |     |                  |                                    |
| Figueirense FC            | 2:1 | Paraná Clube     | Estádio Orlando Scarpelli          |
| 2. Spieltag (26. Januar)  |     |                  |                                    |
| Grêmio FBPA               | 0:0 | Figueirense FC   | Estádio Olímpico Monumental        |
| 2. Spieltag (27. Januar)  |     |                  |                                    |
| Paraná Clube              | 3:0 | Atlético Mineiro | Complexo Poliesportivo Pinheirão   |
| 3. Spieltag (29. Januar)  |     |                  |                                    |
| Paraná Clube              | 2:1 | Grêmio FBPA      | Complexo Poliesportivo Pinheirão   |
| 3. Spieltag (30. Januar)  |     |                  |                                    |
| Atlético Mineiro          | 2:0 | Figueirense FC   | Estádio Governador Magalhães Pinto |
| 4. Spieltag (2. Februar)  |     |                  |                                    |
| Figueirense FC            | 2:1 | Grêmio FBPA      | Estádio Orlando Scarpelli          |
| 4. Spieltag (9. Februar)  |     |                  |                                    |
| Atlético Mineiro          | 0:1 | Paraná Clube     | Estádio Independência              |
| 5. Spieltag (5. Februar)  |     |                  |                                    |
| Grêmio FBPA               | 1:1 | Paraná Clube     | Estádio Olímpico Monumental        |
| 5. Spieltag (6. Februar)  |     |                  |                                    |
| Figueirense FC            | 0:0 | Atlético Mineiro | Estádio Orlando Scarpelli          |
| 6. Spieltag (12. Februar) |     |                  |                                    |
| Paraná Clube              | 2:1 | Figueirense FC   | Complexo Poliesportivo Pinheirão   |
| 6. Spieltag (13. Februar) |     |                  |                                    |
| Grêmio FBPA               | 3:0 | Atlético Mineiro | Estádio Olímpico Monumental        |

### Gruppe C
| Pl. | Verein         | Sp. | S | U | N | Tore    | Diff. | Punkte |
| --- | -------------- | --- | - | - | - | ------- | ----- | ------ |
| 1.  | Cruzeiro EC    | 6   | 4 | 1 | 1 | 011:400 | +7    | 13     |
| 2.  | Coritiba FC    | 6   | 3 | 1 | 2 | 009:110 | −2    | 10     |
| 3.  | EC Juventude   | 6   | 2 | 2 | 2 | 011:900 | +2    | 08     |
| 4.  | Grêmio Maringá | 6   | 0 | 2 | 4 | 004:110 | −7    | 02     |

| 1. Spieltag (22. Januar)  |     |                |                                     |
| Coritiba FC               | 2:1 | Grêmio Maringá | Estádio Major Antônio Couto Pereira |
| 1. Spieltag (23. Januar)  |     |                |                                     |
| Cruzeiro EC               | 4:1 | EC Juventude   | Estádio Governador Magalhães Pinto  |
| 2. Spieltag (27. Januar)  |     |                |                                     |
| EC Juventude              | 4:2 | Coritiba FC    | Estádio Alfredo Jaconi              |
| 2. Spieltag (27. Januar)  |     |                |                                     |
| Grêmio Maringá            | 0:1 | Cruzeiro EC    | Estádio Municipal Parque do Sabiá   |
| 3. Spieltag (30. Januar)  |     |                |                                     |
| EC Juventude              | 4:0 | Grêmio Maringá | Estádio Alfredo Jaconi              |
| 3. Spieltag (30. Januar)  |     |                |                                     |
| Coritiba FC               | 2:1 | Cruzeiro EC    | Estádio Major Antônio Couto Pereira |
| 4. Spieltag (2. Februar)  |     |                |                                     |
| Cruzeiro EC               | 1:0 | Grêmio Maringá | Estádio Governador Magalhães Pinto  |
| 4. Spieltag (9. Februar)  |     |                |                                     |
| Coritiba FC               | 1:0 | EC Juventude   | Estádio Major Antônio Couto Pereira |
| 5. Spieltag (6. Februar)  |     |                |                                     |
| Cruzeiro EC               | 3:0 | Coritiba FC    | Estádio Governador Magalhães Pinto  |
| 5. Spieltag (6. Februar)  |     |                |                                     |
| Grêmio Maringá            | 1:1 | EC Juventude   | Estádio Regional Willie Davids      |
| 6. Spieltag (12. Februar) |     |                |                                     |
| EC Juventude              | 1:1 | Cruzeiro EC    | Estádio Alfredo Jaconi              |
| 6. Spieltag (13. Februar) |     |                |                                     |
| Grêmio Maringá            | 2:2 | Coritiba FC    | Estádio Regional Willie Davids      |

## Finalrunde

### Turnierplan
|  | Halbfinale | Halbfinale          | Halbfinale | Halbfinale | Halbfinale |  |  | Finale | Finale          | Finale | Finale | Finale |
|  |            |                     |            |            |            |  |  |        |                 |        |        |        |
|  |            |                     |            |            |            |  |  |        |                 |        |        |        |
|  |            | Paraná Clube        | 1          | 1          | 2          |  |  |        |                 |        |        |        |
|  |            | Cruzeiro EC         | 2          | 1          | 3          |  |  |        |                 |        |        |        |
|  |            |                     |            |            |            |  |  |        | Cruzeiro EC     | 0      | 1      | 1      |
|  |            |                     |            |            |            |  |  |        | América Mineiro | 1      | 2      | 3      |
|  |            | Atlético Paranaense | 2          | 2          | 4 (2)      |  |  |        |                 |        |        |        |
|  |            | América Mineiro     | 2          | 2          | 4 (4)      |  |  |        |                 |        |        |        |
|  |            |                     |            |            |            |  |  |        |                 |        |        |        |

### Halbfinale

#### Hinrunde
| Paarung        | Paraná Clube – Cruzeiro EC                             |
| Ergebnis       | 1:2 (0:1)                                              |
| Datum          | 19. Februar 2000                                       |
| Stadion        | Complexo Poliesportivo Pinheirão, Curitiba             |
| Schiedsrichter | Paulo Henrique de Godoy Bezerra ( Santa Catarina)      |
| Tore           | 0:1 Oséas (45.) 1:1 Ilan Araújo (63.) 1:2 Cléber (82.) |

| Paarung        | Atlético Paranaense – América Mineiro                                                    |
| Ergebnis       | 2:2 (1:1)                                                                                |
| Datum          | 20. Februar 2000                                                                         |
| Stadion        | Arena da Baixada, Curitiba                                                               |
| Schiedsrichter | Leonardo Gaciba ( Rio Grande do Sul)                                                     |
| Tore           | 1:0 Lucas Severino (40.) 1:1 Fabrício (45.) 1:2 Palhinha (77.) 2:2 Luizinho Vieira (90.) |

#### Rückrunde
| Paarung        | Cruzeiro EC – Paraná Clube                         |
| Ergebnis       | 1:1 (0:1)                                          |
| Datum          | 23. Februar 2000                                   |
| Stadion        | Estádio Governador Magalhães Pinto, Belo Horizonte |
| Zuschauer      | 12.987                                             |
| Schiedsrichter | Paulo Ricardo Felipe ( Rio Grande do Sul)          |
| Tore           | 1:0 Ilan Araújo (32.) 1:1 Paulo Isidoro (62.)      |

| Paarung        | América Mineiro – Atlético Paranaense |
| Ergebnis       | 2:2 (0:2) |
| Datum          | 23. Februar 2000 |
| Stadion        | Estádio Independência, Belo Horizonte |
| Zuschauer      | 5.130 |
| Schiedsrichter | Giuliano Bozzano ( Santa Catarina) |
| Tore           | 0:1 Kléber Pereira (17.) 0:2 Lucas Severino (35.) 1:2 Palhinha (49.) 2:2 Zé Afonso (57.) Elfmeterschießen: 1:0 Pintado Luizinho Vieira 2:0 Álvaro Santos 2:1 Lucas Severino 3:1 Zé Afonso 3:2 Gustavo Caiche 4:2 Tucho Marcus Vinícius |

### Finale

#### Hinspiel
| América Mineiro                                                         | América Mineiro | Cruzeiro EC | Cruzeiro EC |
| ----------------------------------------------------------------------- | --- | --- | ----------- |
| América Mineiro                                                         | \| 26. Februar 2000 in Belo Horizonte (Estádio Governador Magalhães Pinto) \| \| Ergebnis: 1:0 (1:0) \| \| Zuschauer: 19.656 \| \| Schiedsrichter: Cléver Gonçalves ( Minas Gerais) \|             | \| 26. Februar 2000 in Belo Horizonte (Estádio Governador Magalhães Pinto) \| \| Ergebnis: 1:0 (1:0) \| \| Zuschauer: 19.656 \| \| Schiedsrichter: Cléver Gonçalves ( Minas Gerais) \|           | Cruzeiro EC |
| América Mineiro                                                         | Milagres – Estevam , Dênis, Wellington Paulo, Fabrício – Edgar, Pintado, Jean , Palhinha – Rinaldo , Zé Afonso Reserve Júnior Ferrim , Claudinei Resende , Álvaro Santos Cheftrainer: Flávio Lopes | André Doring – Zé Maria , Marcelo Djian, Cléber , Rodrigo – Donizete , Marcos Paulo, Alexander Viveros, Valdo – Müller, Oséas Reserve Paulo Isidoro , Cris , Geovanni Cheftrainer: Paulo Autuori | Cruzeiro EC |
| América Mineiro                                                         | 1:0 Agnaldo (21., Elfmeter) | | Cruzeiro EC |
| 26. Februar 2000 in Belo Horizonte (Estádio Governador Magalhães Pinto) | | |             |
| Ergebnis: 1:0 (1:0)                                                     | | |             |
| Zuschauer: 19.656                                                       | | |             |
| Schiedsrichter: Cléver Gonçalves ( Minas Gerais)                        | | |             |

#### Rückspiel
| Cruzeiro EC                                                         | Cruzeiro EC | América Mineiro | América Mineiro |
| ------------------------------------------------------------------- | --- | --- | --------------- |
| Cruzeiro EC                                                         | \| 1. März 2000 in Belo Horizonte (Estádio Governador Magalhães Pinto) \| \| Ergebnis: 1:2 (1:0) \| \| Zuschauer: 23.608 \| \| Schiedsrichter: Paulo César de Oliveira São Paulo \|          | \| 1. März 2000 in Belo Horizonte (Estádio Governador Magalhães Pinto) \| \| Ergebnis: 1:2 (1:0) \| \| Zuschauer: 23.608 \| \| Schiedsrichter: Paulo César de Oliveira São Paulo \|     | América Mineiro |
| Cruzeiro EC                                                         | André Doring – Zé Maria, Marcelo Djian, Cris, Rodrigo – Marcos Paulo , Ricardinho, Alexander Viveros, Valdo – Müller, Oséas Reserve Paulo Isidoro , Marcelo Ramos Cheftrainer: Paulo Autuori | Milagres – Estevam, Dênis, Wellington Paulo, Fabrício – Edgar, Pintado, Ruy , Palhinha – Rinaldo , Zé Afonso Reserve Jean , Claudinei Resende , Álvaro Santos Cheftrainer: Flávio Lopes | América Mineiro |
| Cruzeiro EC                                                         | 1:0 Zé Maria (40., Elfmeter) | 1:1 Zé Afonso (53.) 1:2 Álvaro Santos (83.) | América Mineiro |
| Cruzeiro EC                                                         | Pintado verschoss in der 79. Minute einen Strafstoß | | América Mineiro |
| 1. März 2000 in Belo Horizonte (Estádio Governador Magalhães Pinto) | | |                 |
| Ergebnis: 1:2 (1:0)                                                 | | |                 |
| Zuschauer: 23.608                                                   | | |                 |
| Schiedsrichter: Paulo César de Oliveira São Paulo                   | | |                 |

## Torschützenliste
| Pl. | Nat.        | Spieler        | Klub                | Tore |
| --- | ----------- | -------------- | ------------------- | ---- |
| 1   | Brasilianer | Kléber Pereira | Atlético Paranaense | 6    |
| 2   | Brasilianer | Fabrício       | América Mineiro     | 4    |
|     | Brasilianer | Marquinhos     | Coritiba FC         | 4    |
|     | Brasilianer | Oséas          | Cruzeiro EC         | 4    |
|     | Brasilianer | Ilan Araújo    | Paraná Clube        | 4    |